# Mado Minty
Pour les articles homonymes, voir Minty et Mado (homonymie).
Mado Minty, née Madeleine Barbe-Mintière à Paris 17e le 29 décembre 1884 et morte à Paris 16e le 3 mars 1987, est une actrice et danseuse française, principalement connue pour sa danse de l'araignée.

## Biographie
Mado avait une sœur, Gisèle (ou Giselle), avec qui elle dansait.
Elle fut danseuse à La Cigale (engagée en 1911) et aux Folies Bergère, qu'elle quitta en 1919 sur fond de conflit avec Paul Derval,,.
Elle eut le rôle titre dans le Le Festin de l'araignée d'Albert Roussel et était connue pour sa « danse de l'araignée » qu'elle pouvait exécuter sur une « toile métallique », entourée de « papillons et d'insectes divers, tous vivants ». Pour son spectacle L'Araignée vivante, elle fit une tournée aux États-Unis et en Europe en 1914.

## Galerie

Danse
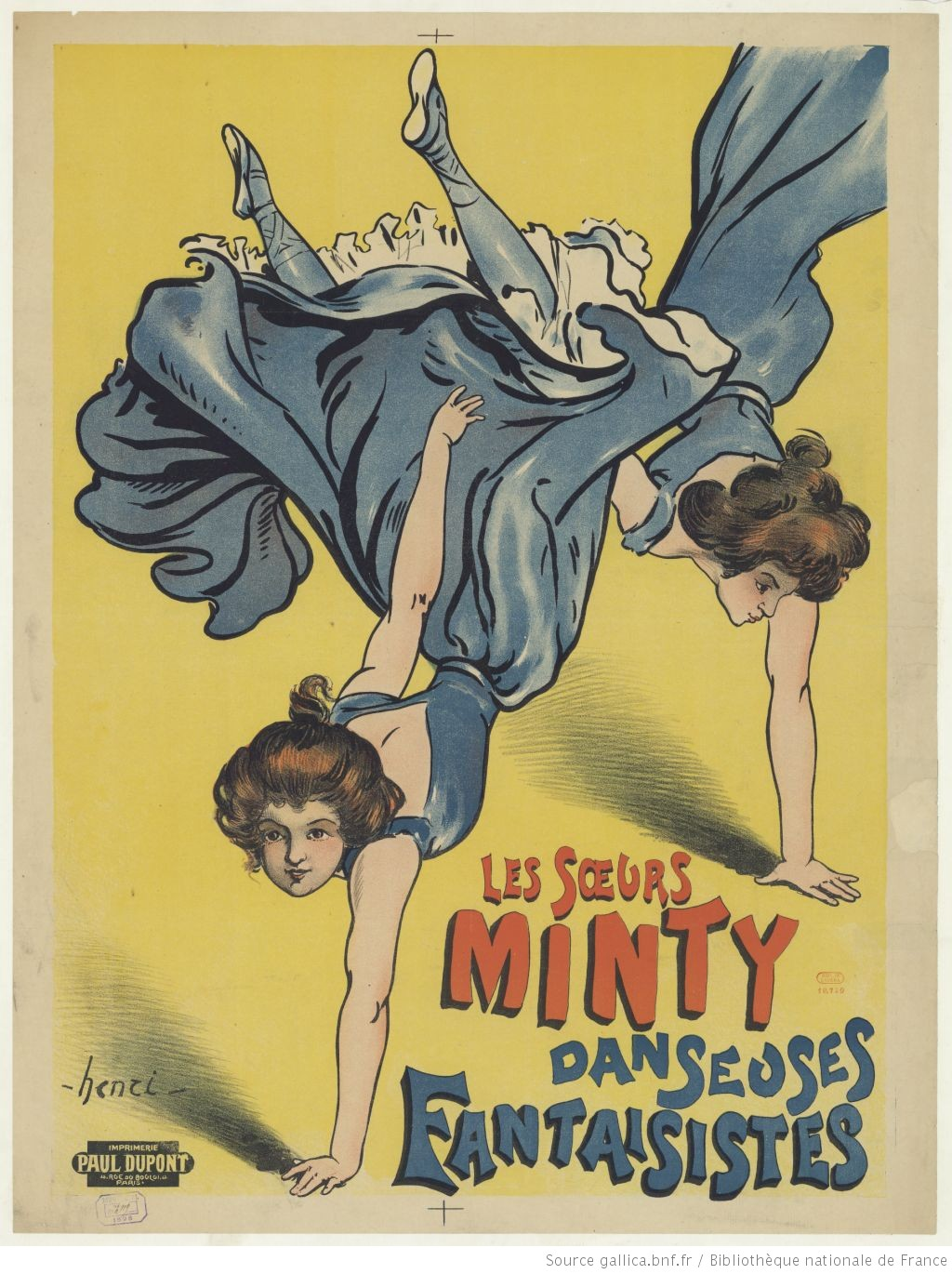
Les sœurs Minty, danseuses fantaisistes, 1898.
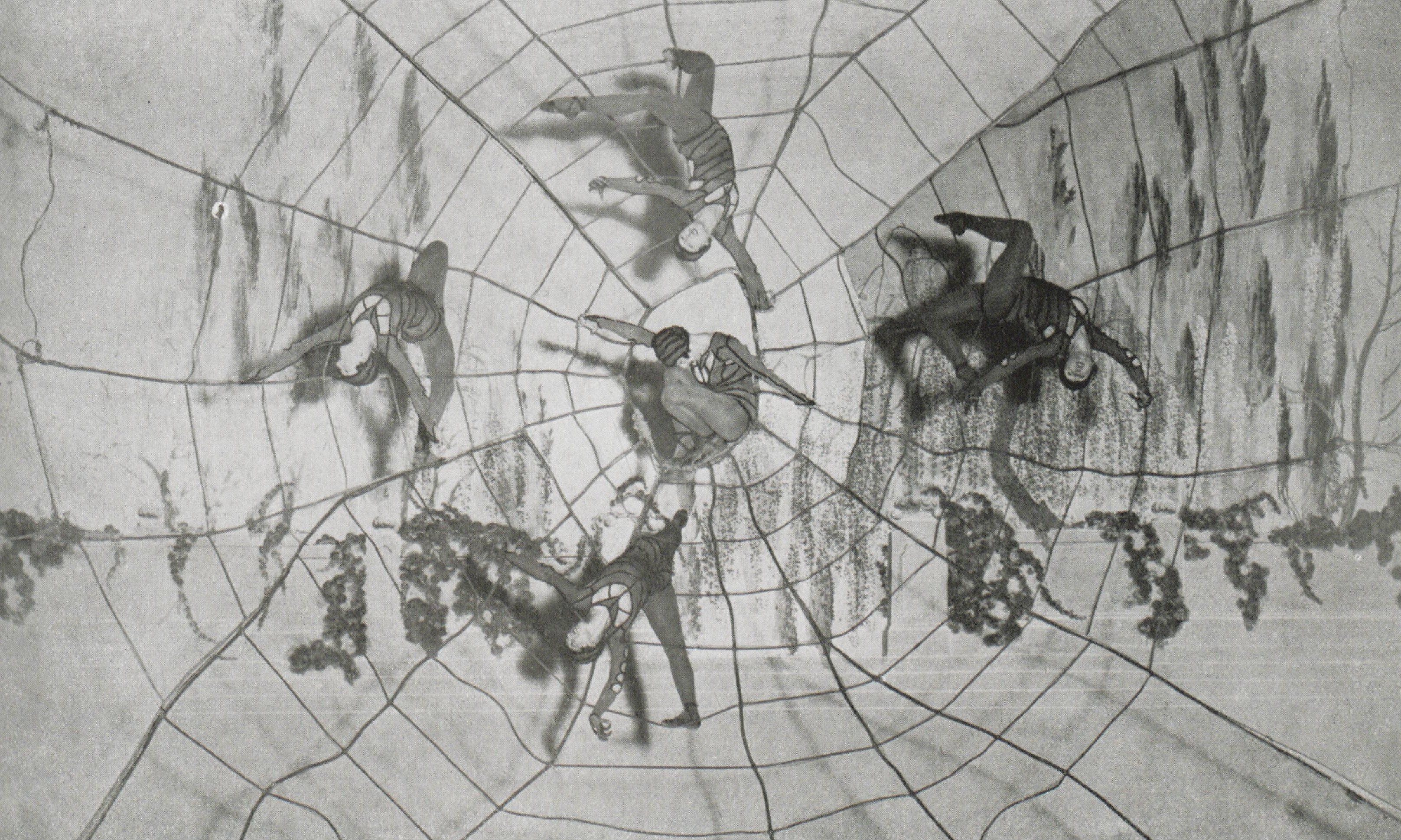
Mado Minty dans Le Festin de l'araignée à l'Opéra-Comique en 1927
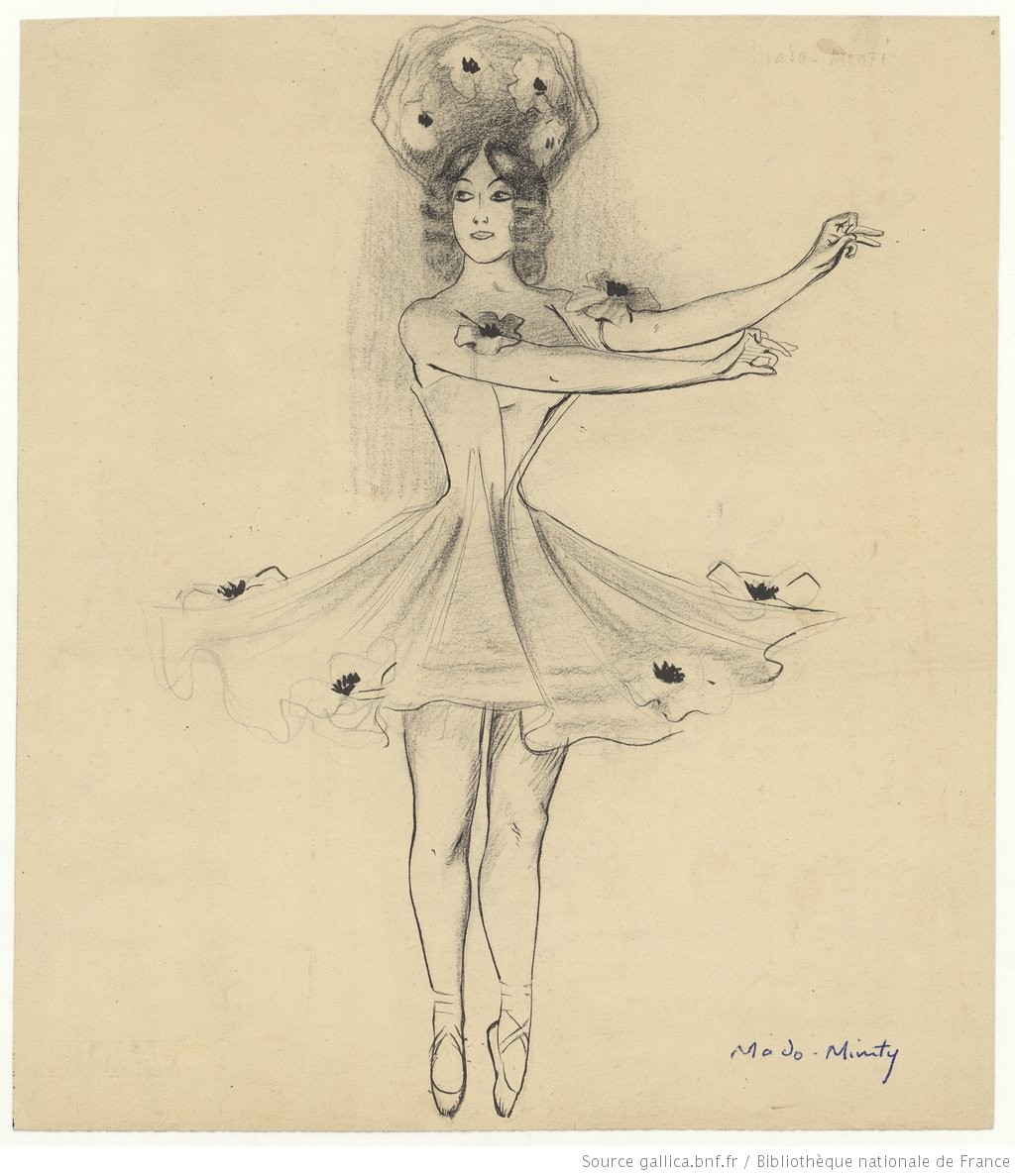
Mado Minty dessinée par Maurice Lefebvre-Lourdet
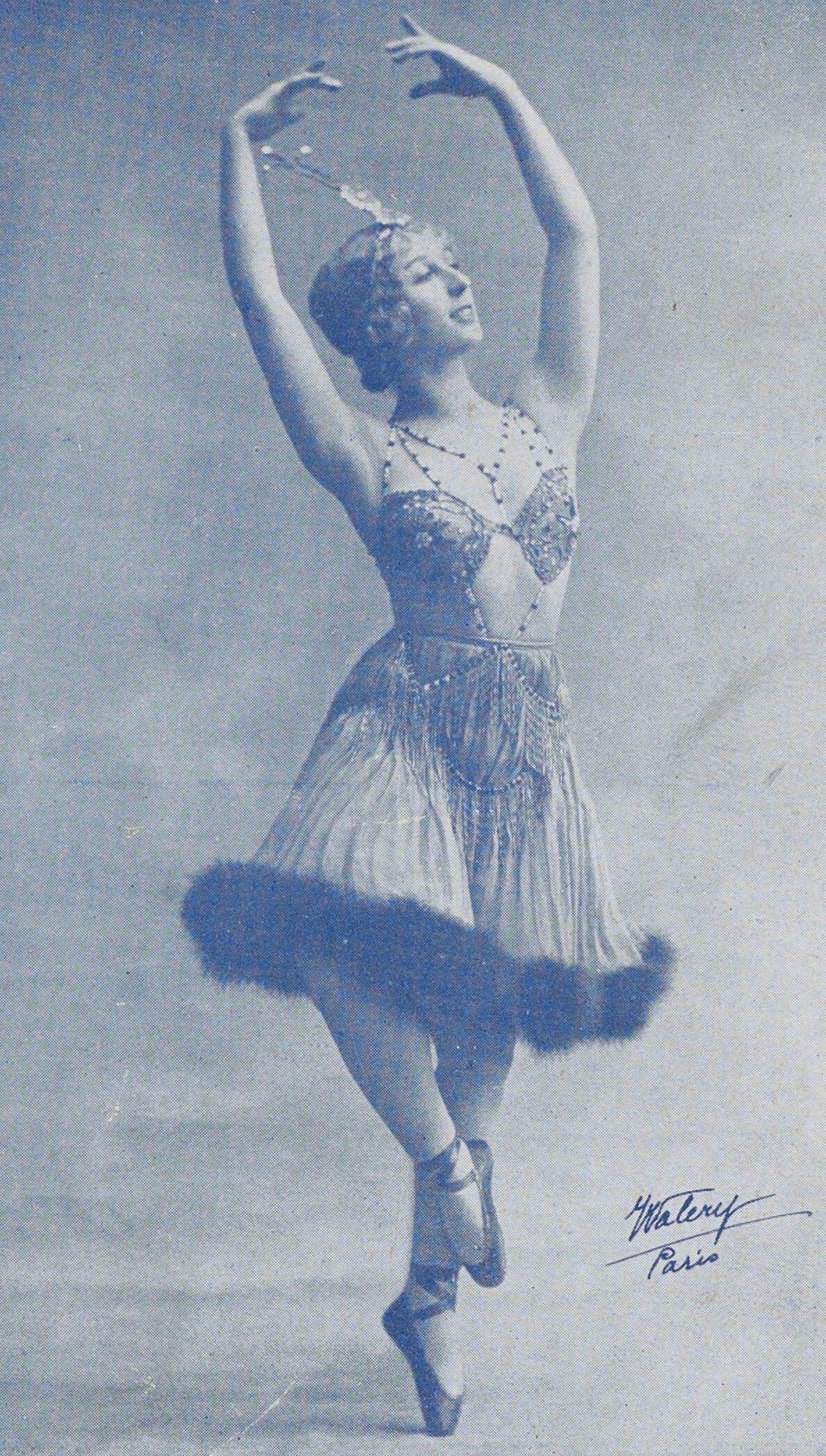
Photo, Walery, 1915
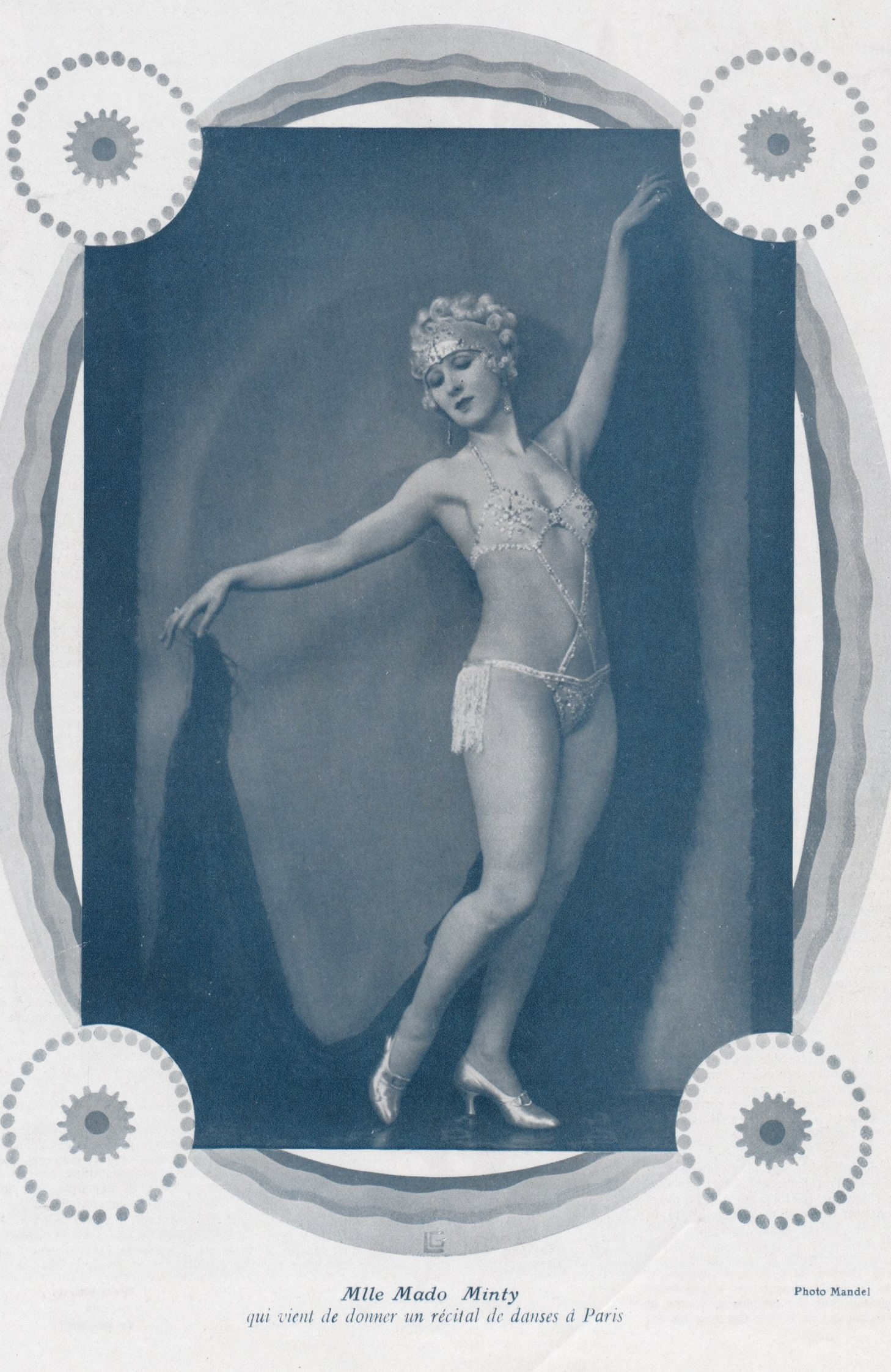
1929
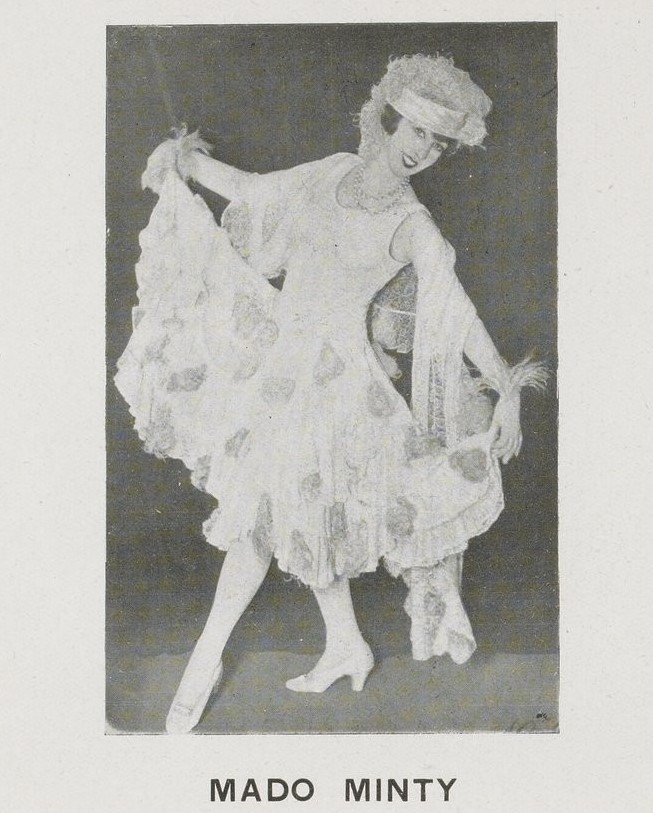

Portraits
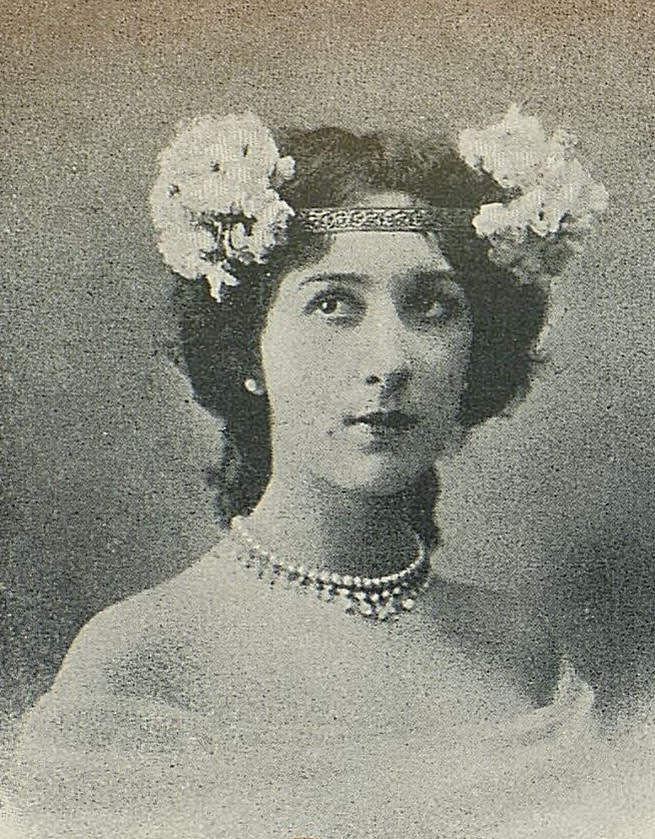
La Revue parisienne, 1903
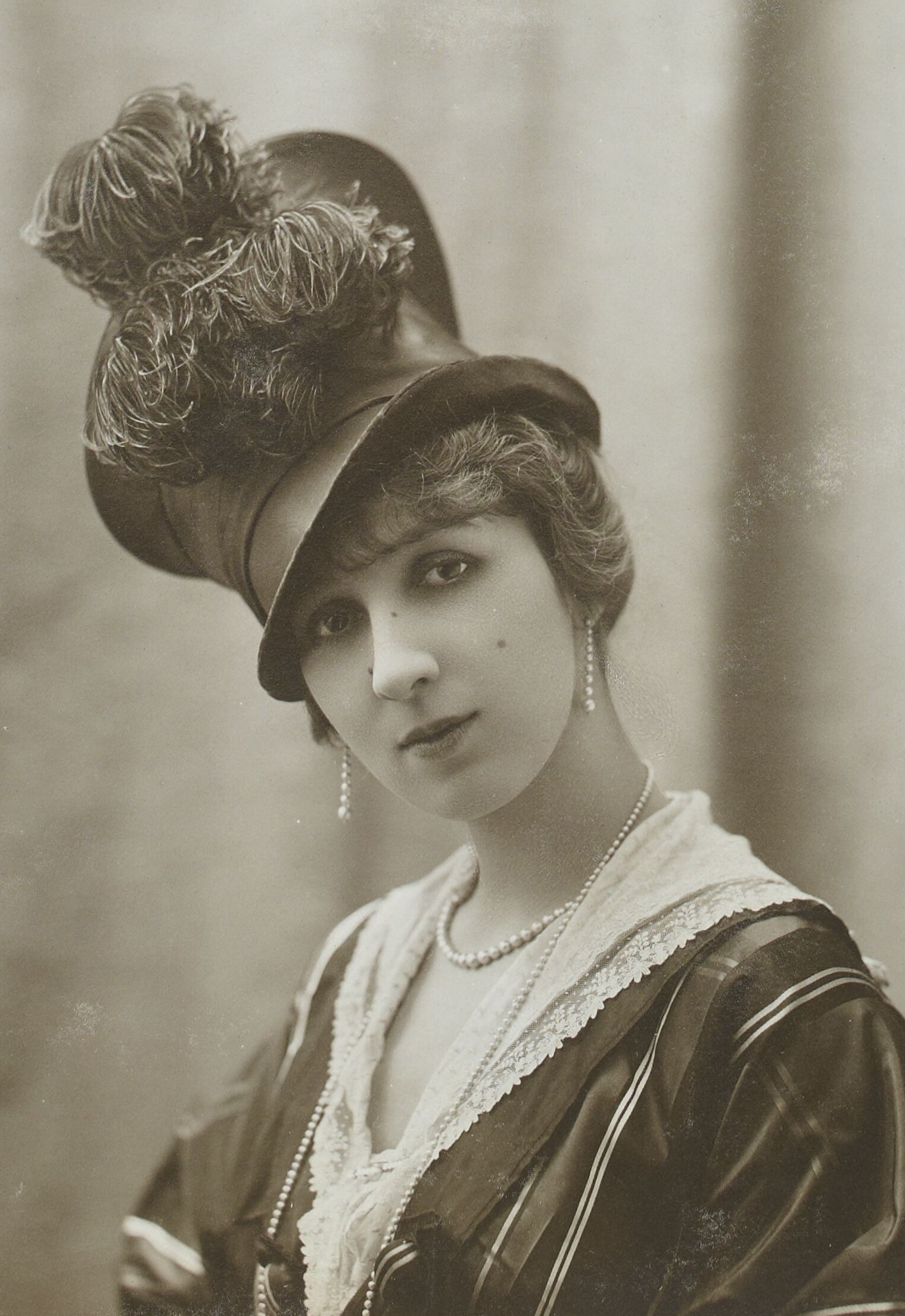
Photo de Léopold-Émile Reutlinger, 1917
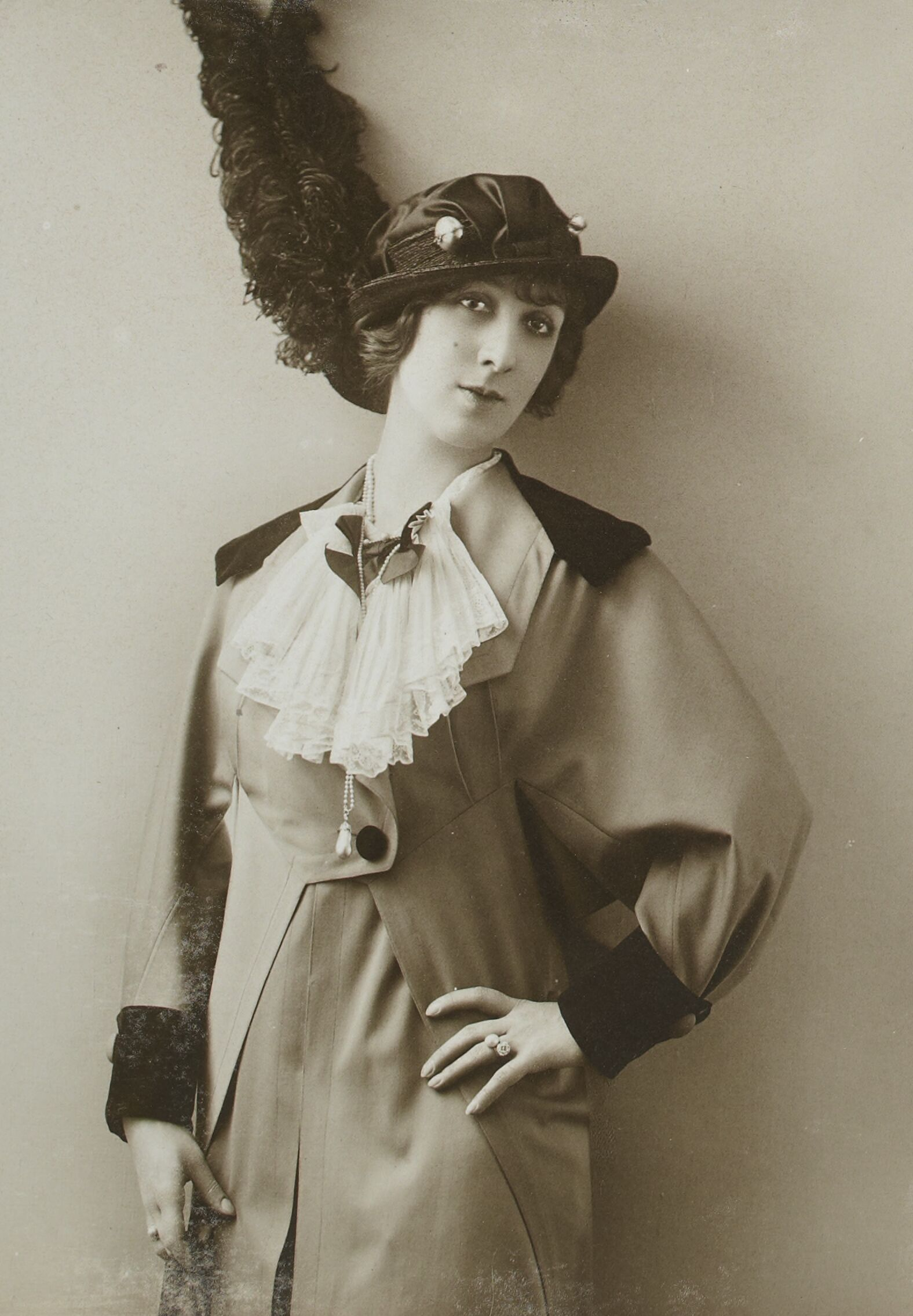
Photo de Léopold-Émile Reutlinger, 1917

Mode
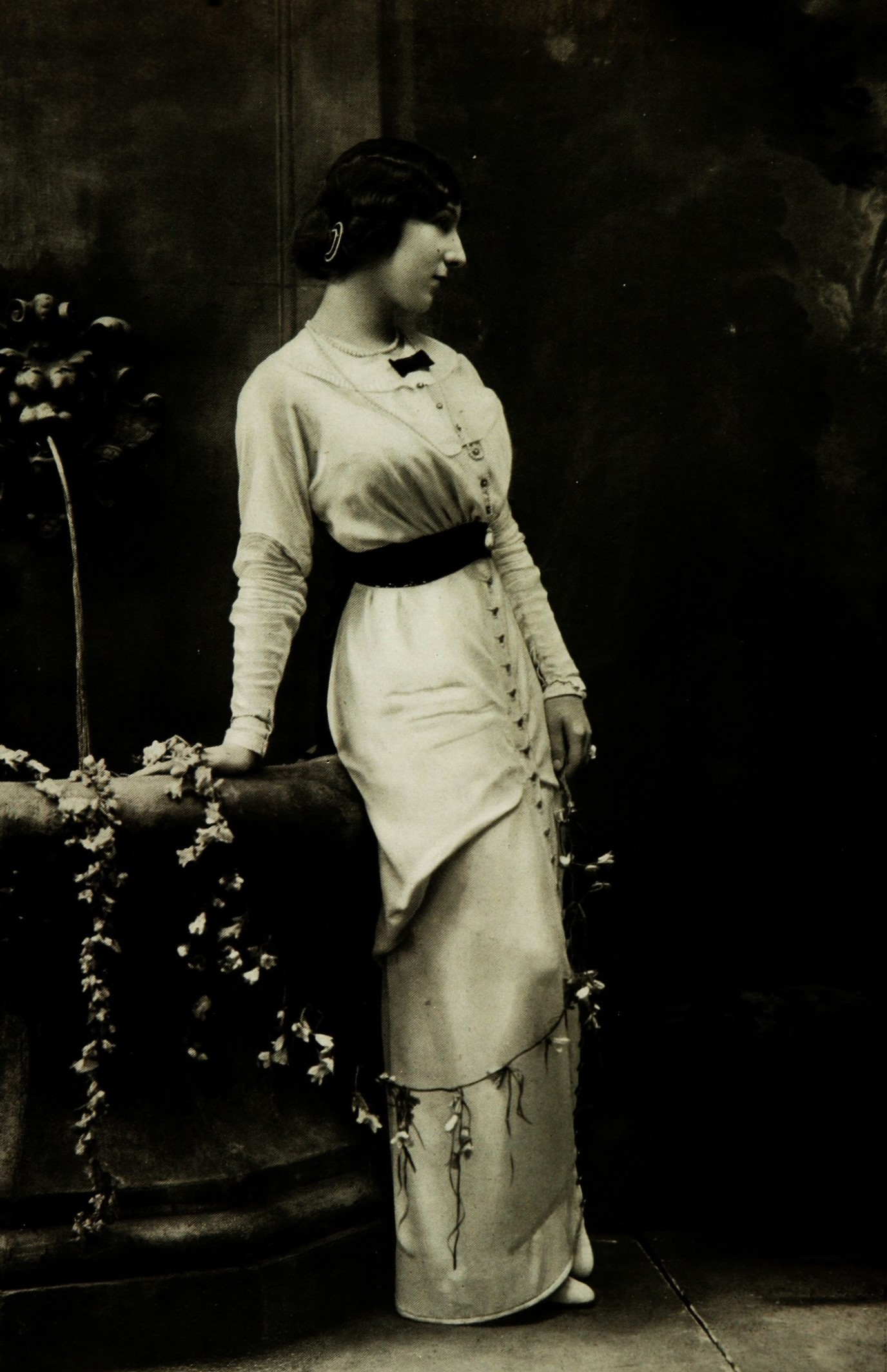
Mado Minty en robe d'après-midi de J. Dukes Les Modes, septembre 1912
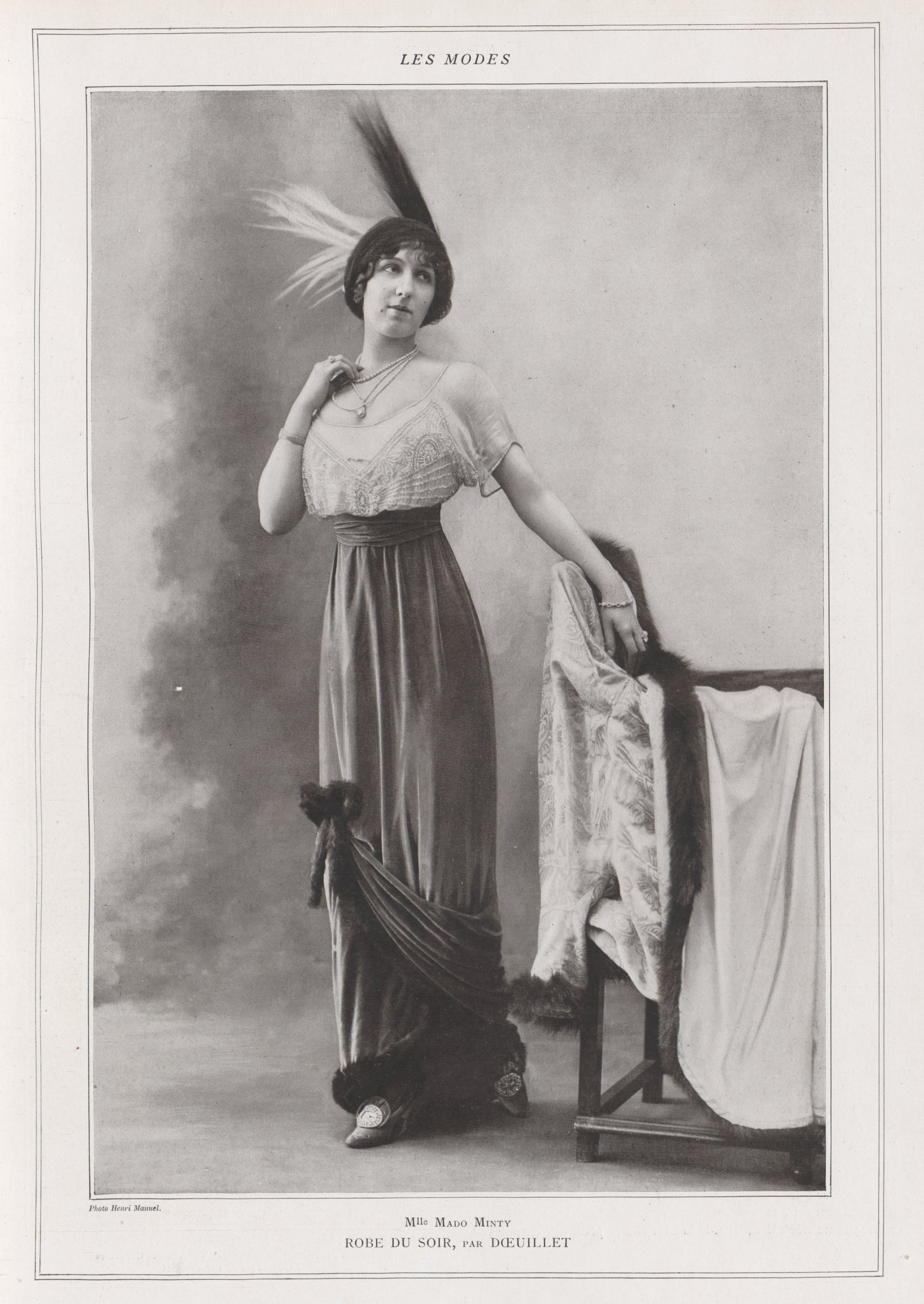
Mado Minty dans une robe du soir de Georges Dœuillet, mars 1913

## Danse et revues
- 1907 : Giska la Bohémienne
- 1913 : Complet à l'Impérial, théâtre Impérial[13]
- 1914 : Danse du pactole, Folies Bergère[14]
- 1915 : L'Excentrique anglais, Miss Tipperary, La Cigale[15]
- 1928 : Spectacle avec Ered Christianni[16] ou Fred Chrystian
- 1936 : Le Festin de l'araignée[17]

## Théâtre
- 1912 : La Rose de Grenade de M. Hannaux[18]
- 1944 : Ta bouche de Maurice Yvain[19]
- 1948 : Le Bon Dieu sans confession de Michel Duran mise en scène Jacques Baumer

## Cinéma
- 1913 : La Comtesse noire de René Leprince et Ferdinand Zecca
- 1915 : Le Calvaire d'une reine de René Leprince et Ferdinand Zecca
- 1916 : Rigadin cherche l'âme sœur de Georges Monca
- 1916 : L'Apache d'amour[20]
- 1916 : Dranem amoureux de Cléopâtre de Roger Lion
- 1920 : Le Carnaval des vérités de Marcel L'Herbier
- 1924 : Paris la nuit d'Émile Keppens
- 1925 : La Course du flambeau de Luitz-Morat